# Oud-Stavenisse
Oud-Stavenisse was een eilandje vlak bij Tholen dat is ondergelopen in de 2de Cosmas- en Damianusvloed.
In 1599 werd het gebied weer ingepolderd, en de plaats Stavenisse werd er gesticht, genoemd naar het voormalig eilandje.